# Желавський Микола Миколайович
Микола Миколайович Желавський (нар. 30 вересня 1975, Кам'янець-Подільський) — український біолог, ветеринар, науковець у галузі біотехнології відтворення тварин, імунології репродукції, клітинної біології. Доктор ветеринарних наук. Доцент, професор, академік Академії наук вищої школи України за аграрним відділенням (2017).

## Біографія
Микола Желавський народився 30 вересня 1975 року в місті Кам’янець-Подільському Хмельницької області Української РСР.
У 1997 році із відзнакою закінчив Подільську державну аграрно-технічну академію за спеціальністю «Ветеринарна медицина» і здобув кваліфікацію «Лікар ветеринарної медицини».
Наукову діяльність розпочав у 1997 році під керівництвом академіка В. А. Яблонського в спеціалізованій лабораторії імунології репродукції тварин кафедри ветеринарного акушерства і хірургії Подільської державної аграрно-технічної академії. З того часу підтримує плідну співпрацю з проблемною лабораторією біотехнології відтворення Національного університету біоресурсів і природокористування України, кафедрою ветеринарного акушерства, гінекології та біотехнології відтворення ім. Г. В. Звєрєвої Львівського національного університету ветеринарної медицини та біотехнологій імені С. З. Ґжицького, іншими закладами вищої освіти і науково-дослідними установами України.
У 2002 році у спеціалізованій вченій раді успішно захистив кандидатську дисертацію на тему: «Імунобіологічні аспекти гострого післяродового гнійно-катарального ендометриту у корів», здобув науковий ступінь кандидата ветеринарних наук за спеціальністю «Ветеринарне акушерство».
У 2005 році надано вчене звання доцент.
У 2013 році у Львівському національному університеті ветеринарної медицини та біотехнологій успішно захистив докторську дисертацію на тему: «Мастит корів, особливості імунного статусу та його корекція», здобув науковий ступінь доктора ветеринарних наук за спеціальністю «Ветеринарне акушерство».
У 2015 році рішенням Атестаційної колегії МОН України надано вчене звання професора.
З 2004 по 2007 рік обіймав посаду заступника декана з наукової роботи, а в період з 2007 по 2014 рік був першим заступником декана та виконувачем обов'язків декана факультету ветеринарної медицини Подільського державного аграрно-технічного університету.
З 2015 по 2018 — завідувач, а тепер професор кафедри ветеринарного акушерства, внутрішньої патології та хірургії.
Проходив закордонне наукове стажування у Вроцлавському природничому університеті (2019), Варшавському природничому університеті (2020).

## Наукова діяльність
Основні напрями досліджень пов’язанні із вирішенням фундаментальних та прикладних проблем біотехнології відтворення тварин, вивченням імунного статусу тварин у різні періоди відтворної здатності та при патології репродуктивної системи тварин. Науковий пошук Миколи Желавського зосереджено на вивченні молекулярних та імунологічних механізмів регуляції клітин.
Автор понад 320 наукових, науково-методичних праць, навчальних посібників для закладів вищої освіти («Фізіологія та патологія молочної залози тварин», 2018; «Імунологія репродукції тварин», 2020), 10 патентів України на винахід і корисну модель.
Активно публікується в закордонних фахових виданнях, що входять до наукометричних баз Scopus, Web of Science та інших профілів. Індекс Гірша 12.
Керує роботою аспірантів та докторантів та веде навчальні курси:
- «Біотехнологія відтворення тварин»
- «Імунологія репродукція тварин»
- «Ветеринарна імунологія»

Бере постійну участь у закордонних конференціях та конгресах (Kongres «Problemy w rozrodzie małych zwierząt» 2018, 2019) та у міжнародних проєктах.

## Членство
- Міжнародна асоціація ветеринарних репродуктологів
- Редколегії наукових періодичних видань та збірників праць Подільського державного аграрно-технічного університету і Львівського національного університету ветеринарної медицини та біотехнологій імені С. З. Ґжицького
- Спеціалізована вчена рада Д 35.826.01 із захисту кандидатських та докторських дисертацій Львівського національного університету ветеринарної медицини та біотехнологій (спеціальність «Ветеринарне акушерство», «Фізіологія людини і тварин»)
- Академія наук вищої школи України за аграрним відділенням (2017)

## Нагороди
- Грамоти Міністерства освіти і науки України (2015, 2016)
- Премія в галузі освіти і науки імені М. М. Дарманського (2017)
- Дипломант Всеукраїнського конкурсу патентів «Винахід 2020»
- Ювілейна медаль «25 років Академії Наук Вищої Школи України» (2017)